# David Rodríguez Carvajal
David Manuel Rodríguez Carvajal (Tuineje, 28. kolovoza 1978.) je španjolski rukometaš. Igra na mjestu desnog krila. Španjolski je reprezentativac. Trenutačno igra za španjolski klub Anaitasunu. Još je igrao za Tuineje, Gáldar, Barcelonu i Cuenco 2016.

## Vanjske poveznice
- Carvajal auf der Internetpräsenz von San Antonio[neaktivna poveznica]
- Carvajal in der Datenbank des Europapokals